# Bryum pamiricomucronatum
Bryum pamiricomucronatum är en bladmossart som beskrevs av Philibert och Brotherus 1906. Bryum pamiricomucronatum ingår i släktet bryummossor, och familjen Bryaceae. Inga underarter finns listade i Catalogue of Life.